# Liste des plus longs vols commerciaux

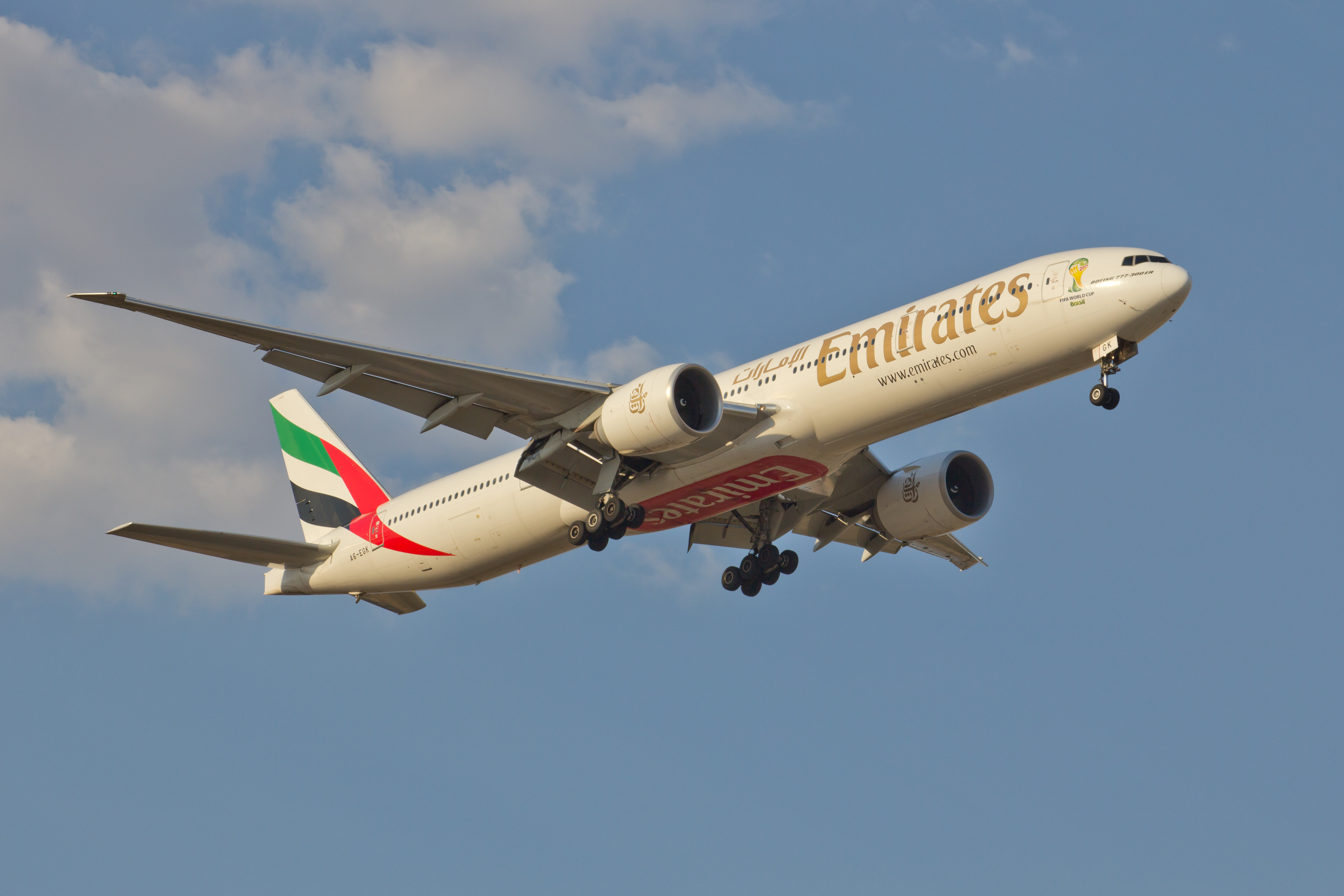
Un Boeing 777, régulièrement utilisé pour les vols long courrier.

Cet article dresse la liste des plus longs vols commerciaux en termes de distance parcourue. Le record du plus long vol commercial au monde est détenu depuis le 15 mai 2020 par la compagnie aérienne française French Bee reliant Papeete à Paris sans escale à San Francisco, sur 16 129 kilomètres, en 16 heures et 45 minutes en Airbus A350-900. Le plus long vol en distance au monde est également le plus long vol intérieur. Auparavant, le vol 64 d'Air Tahiti Nui détenait le record de distance, entre Papeete et Paris sans escale à Los Angeles.
Air Tahiti Nui détient toujours ce record dans la mesure où c'était un vol commercial avec des passagers. Le vol de French Bee était un vol ferry, c'est-à-dire sans passagers.

## Liste
Sur une même relation (même aéroport de départ et d'arrivée), seule la première compagnie ayant ouvert la ligne est listée. Si l'exploitation d'une ligne est arrêtée par une première compagnie mais continuée par une autre, elle est marquée comme étant en activité. L'ordre de tri du tableau est la longueur en kilomètres. Lorsqu'une durée courte n'est pas indiquée, la liaison retour sans escale n'existe pas, notamment pour raisons de vents défavorables.
| N° | AITA Cie | AITA Aéroports | Parcours                   | Distance  | Distance  | Distance | Appareil    | En activité | Durée en sens long | Durée en sens court |
| -- | -------- | -------------- | -------------------------- | --------- | --------- | -------- | ----------- | ----------- | ------------------ | ------------------- |
| 1  | SQ       | SIN - JFK      | Singapour - New York       | 16 129 km | 10 022 mi | 8 708 NM | A350-900ULR | Oui         | 18 h 50 min        | 18 h 40 min         |
| 2  | TN       | PPT - CDG      | Papeete - Paris            | 15 715 km | 9 765 mi  | 8 485 NM | 787-9       | Oui         | 15 h 57 min        | –                   |
| 3  | SQ       | EWR - SIN      | Newark - Singapour         | 15 344 km | 9 534 mi  | 8 285 NM | A350-900ULR | Oui         | 18 h 45 min        | 18 h 30 min         |
| 4  | QR       | AKL - DOH      | Doha - Auckland            | 14 535 km | 9 032 mi  | 7 848 NM | A350-1000   | Oui         | 17 h 15 min        | 15 h 55 min         |
| 5  | QF       | PER - LHR      | Perth - Londres            | 14 499 km | 9 009 mi  | 7 829 NM | 787-9       | Oui         | 17 h 25 min        | –                   |
| 6  | QF       | PER - CDG      | Perth - Paris              | 14 273 km | 8 869 mi  |          |             | Oui         | 17 h 20 min        |                     |
| 7  | EK       | AKL - DXB      | Auckland - Dubaï           | 14 200 km | 8 823 mi  | 7 667 NM | A380-861    | Oui         | 17 h 20 min        | 17 h 05 min         |
| 8  | SQ       | LAX - SIN      | Los Angeles - Singapour    | 14 114 km | 8 770 mi  | 7 621 NM | A350-900ULR | –           | 17 h 50 min        | 15 h 0 min          |
| 9  | TG       | JFK - BKK      | New York - Bangkok         | 13 965 km | 8 677 mi  | 7 540 NM | A340-541    | Non         | 17 h 0 min         | –                   |
| 10 | UA       | IAH - SYD      | Houston - Sydney           | 13 834 km | 8 596 mi  | 7 470 NM | 787-9       | Oui         | 17 h 30 min        | –                   |
| 11 | QF       | DFW - SYD      | Dallas - Sydney            | 13 804 km | 8 577 mi  | 7 454 NM | A380-800    | Oui         | 17 h 05 min        | 16 h 50 min         |
| 12 | PR       | JFK - MNL      | New York - Manille         | 13 712 km | 8 520 mi  | 7 404 NM | A350-900    | Oui         | 16 h 30 min        | –                   |
| 13 | DL       | BOM - ATL      | Bombay - Atlanta           | 13 696 km | 8 510 mi  | 7 395 NM | 777-200LR   | Non         | 17 h 55 min        | –                   |
| 14 | UA       | SFO - SIN      | San Francisco - Singapour  | 13 593 km | 8 446 mi  | 7 340 NM | 787-9       | Oui         | 17 h 20 min        | 16 h 25 min         |
| 15 | DL       | JNB - ATL      | Johannesbourg - Atlanta    | 13 581 km | 8 439 mi  | 7 333 NM | 777-200ER   | Oui         | 16 h 55 min        | 16 h 05 min         |
| 16 | EY       | AUH - LAX      | Abou Dabi - Los Angeles    | 13 476 km | 8 390 mi  | 7 291 NM | 777-200LR   | Oui         | 16 h 25 min        | 16 h 25 min         |
| 17 | EK       | DXB - LAX      | Dubaï - Los Angeles        | 13 406 km | 8 339 mi  | 7 246 NM | A380-861    | Oui         | 16 h 20 min        | 15 h 50 min         |
| 18 | SV       | JED - LAX      | Djeddah - Los Angeles      | 13 402 km | 8 332 mi  | 7 240 NM | 777-300ER   | Oui         | 17 h 20 min        | 16 h 55 min         |
| 19 | QF       | DFW - BNE      | Dallas - Brisbane          | 13 364 km | 8 304 mi  | 7 216 NM | 747-400ER   | Non         | 16 h 05 min        | –                   |
| 20 | TG       | BKK - LAX      | Bangkok - Los Angeles      | 13 309 km | 8 270 mi  | 7 186 NM | 777-300ER   | Non         | 17 h 20 min        | 16 h 05 min         |
| 21 | EY       | DXB - IAH      | Dubaï - Houston            | 13 163 km | 8 168 mi  | 7 097 NM | A380-861    | Oui         | 16 h 20 min        | 16 h 20 min         |
| 22 | EY       | AUH - SFO      | Abou Dabi - San Francisco  | 13 129 km | 8 158 mi  | 7 089 NM | 777-300ER   | Non         | 16 h 15 min        | 16 h 0 min          |
| 23 | SA       | JNB - IAD      | Johannesbourg - Washington | 13 091 km | 8 134 mi  | 7 069 NM | A340-600    | Non         | 17 h 0 min         | –                   |
| 24 | AA       | DFW - HKG      | Dallas - Hong Kong         | 13 073 km | 8 123 mi  | 7 058 NM | 777-300ER   | Oui         | 17 h 20 min        | 16 h 20 min         |
| 25 | EK       | DXB - SFO      | Dubaï - San Francisco      | 13 022 km | 8 103 mi  | 7 041 NM | A380-861    | Oui         | 15 h 50 min        | 15 h 50 min         |
| 26 | CX       | HKG - JFK      | Hong Kong - New York       | 12 991 km | 8 072 mi  | 7 014 NM | 777-300ER   | Oui         | 16 h 0 min         | 16 h 15 min         |
| 27 | EY       | AUH - DFW      | Abou Dabi - Dallas         | 12 990 km | 8 072 mi  | 7 014 NM | 777-200LR   | Oui         | 16 h 20 min        | 16 h 20 min         |
| 28 | UA       | HKG - EWR      | Hong Kong - Newark         | 12 957 km | 8 065 mi  | 7 009 NM | 777-200ER   | Oui         | 15 h 50 min        | 15 h 30 min         |
| 29 | QR       | DOH - IAH      | Doha - Houston             | 12 951 km | 8 047 mi  | 6 993 NM | A350-1000   | Oui         | 16 h 20 min        | 16 h 20 min         |
| 30 | EK       | DXB - DFW      | Dubaï - Dallas             | 12 940 km | 8 040 mi  | 6 963 NM | A380-861    | Oui         | 16 h 20 min        | 16 h 20 min         |
| 31 | CZ       | JFK - CAN      | New York - Canton          | 12 878 km | 8 002 mi  | 6 963 NM | 777-300ER   | Oui         | 16 h 05 min        | 16 h 05 min         |
| 32 | SA       | JNB - JFK      | Johannesbourg - New York   | 12 825 km | 7 969 mi  | 6 925 NM | A340-642    | Oui         | 16 h 15 min        | 16 h 0 min          |
| 33 | QR       | DOH - DFW      | Dallas - Doha              | 12 764 km | 7 931 mi  | 6 892 NM | 777-200LR   | Oui         | 16 h 20 min        | 16 h 20 min         |
| 34 | QF       | MEL - LAX      | Melbourne - Los Angeles    | 12 748 km | 7 921 mi  | 6 883 NM | A380-842    | Oui         | 15 h 50 min        | 14 h 20 min         |
| 35 | AC       | YYZ - HKG      | Toronto - Hong Kong        | 12 569 km | 7 810 mi  | 6 787 NM | 777-200LR   | Oui         | 15 h 15 min        | 14 h 55 min         |
| 36 | UA       | HKG - ORD      | Hong Kong - Chicago        | 12 543 km | 7 794 mi  | 6 773 NM | 747-400     | Oui         | 15 h 20 min        | 14 h 36 min         |
| 37 | AC       | YVR - SYD      | Vancouver - Sydney         | 12 484 km | 7 757 mi  | 6 741 NM | 777-200LR   | Oui         | 15 h 35 min        | 14 h 10 min         |
| 38 | EY       | AUH - SYD      | Abou Dabi - Sydney         | 12 063 km | 7 496 mi  | 6 513 NM | A380-861    | Oui         | 14 h 40 min        | 14 h 05 min         |
| 39 | QF       | SYD - LAX      | Sydney - Los Angeles       | 12 051 km | 7 488 mi  | 6 507 NM | A380-842    | Oui         | 15 h 0 min         | 13 h 40 min         |
| 40 | EK       | DXB - SYD      | Dubaï - Sydney             | 12 039 km | 7 481 mi  | 6 501 NM | A380-841    | Oui         | 14 h 35 min        | 13 h 50 min         |
| 41 | UA       | SYD - SFO      | Sydney - San Francisco     | 11 936 km | 7 412 mi  | 6 445 NM | 747-400     | Oui         | 14 h 35 min        | 13 h 16 min         |
| 42 | PR       | MNL - LAX      | Manille - Los Angeles      | 11 756 km | 7 305 mi  | 6 348 NM | 777-300ER   | Oui         | 13 h 30 min        | 13 h 30 min         |
| 43 | CX       | HKG - LAX      | Hong Kong - Los Angeles    | 11 684 km | 7 260 mi  | 6 309 NM | 777-300ER   | Oui         | 14 h 40 min        | 13 h 15 min         |
| 44 | AI       | YYZ - DEL      | Toronto - Delhi            | 11 645 km | 7 246 mi  | 6 297 NM | 777-300ER   | Oui         | 15 h 0 min         | 14 h 45 min         |
| 45 | AF       | CDG - SCL      | Paris - Santiago           | 11 662 km | 7 240 mi  | 6 291 NM | A350-900    | Oui         | 14 h 40 min        | 13 h 55 min         |